# Jens Langkniv (film)
 For alternative betydninger, se Jens Langkniv (flertydig). (Se også artikler, som begynder med Jens Langkniv)
Jens Langkniv er en dansk film fra 1940. Revolutionær røverhistorie med avantgardeforsøg. Baseret på historien om den virkelige Jens Langkniv fra 1600-tallet.
- Manuskript Theodor Christensen.
- Instruktion Per Knutzon.

Blandt de medvirkende kan nævnes:
- Poul Reichhardt
- Bjarne Henning-Jensen
- Ejner Federspiel
- Gunnar Strømvad
- Aage Foss
- Einar Juhl
- Valdemar Skjerning
- Asbjørn Andersen

Filmen, der var Fotoramas sidste, blev en publikumsfiasko.